# Габревци
Га̀бревци (на македонска литературна норма: Габревци) е село в югоизточната част на Северна Македония, част от община Конче.

## География
Селото се намира в източната част на общината, в долината на Крива Лъкавица, десен приток на Брегалница. На Крива Лъкавица е изградено изкуственото езеро Мантово. Селото е на надморска височина от 500 m. От Радовиш е отдалечено 14 km. Землището му е 10,8 km2, от които гори 519,4 ha, обработваемо землище 323,9 ha и пасища 197,4 ha.

## История
Към края XIX век Габревци е чисто българско село, числящо се към Радовишка кааза на Османската империя. Според статистиката на Васил Кънчов („Македония. Етнография и статистика“) от 1900 година селото има 330 жители, всички българи християни.
В началото на XX век християнските жители на селото са под върховенството на Българската екзархия. По данни на секретаря на екзархията Димитър Мишев („La Macédoine et sa Population Chrétienne“) през 1905 година в Габревци (Gabrevtzi) има 360 българи екзархисти.
При избухването на Балканската война в 1912 година двама души от Габревци са доброволци в Македоно-одринското опълчение.
В 1961 година селото има 458 жители. В 1994 година броят им се намалява на 368 жители, македонци.
| Година    | 1948 | 1953 | 1961 | 1971 | 1981 | 1991 | 1994 | 2002 |
| --------- | ---- | ---- | ---- | ---- | ---- | ---- | ---- | ---- |
| Население | 416  | 461  | 458  | 436  | 413  | 401  | 368  | 355  |

| Националност | Всичко |
| македонци    | 355    |
| албанци      | 0      |
| турци        | 0      |
| цигани       | 0      |
| власи        | 0      |
| сърби        | 0      |
| бошняци      | 0      |
| други        | 0      |

В началото на XX век в селото работи основно училище до IV отделение. Габревци е известно с изработката на качествени грънчарски произведения.
Главната църква на селото е „Възнесение Господне“ („Свети Спас“), изградена до стара църква със същото име в руини. В селото има също църкви „Свети Димитър“ и „Света Петка“, а край него е манастирската „Свети Димитър“ и оброчището „Огнена Мария“.